# Haus Schwarzenberg
Haus Schwarzenberg è un cortile di Berlino.

## Descrizione
Haus Schwarzenberg è situato al numero 39 di Rosenthaler Straße, nelle vicinanze di Hackescher Markt. Il cortile si è guadagnato la reputazione di area "alternativa" frequentata da creativi e artisti e vi sorgono l'Anne Frank Zentrum, il Museum Blindenwerkstatt Otto Weidt, il Kino Central, studi, uffici e aree ricreative.

## Storia
Il cortile, che prende il nome da una terra di nessuno comparsa in un romanzo di Stefan Heym, era un tempo occupato dal quartier generale della DEFA-Stiftung e il laboratorio di spazzole di Otto Weidt, imprenditore che fece lavorare nel suo stabilimento ebrei ciechi e disabili e tenne nascosta una famiglia onde evitare la loro deportazione durante il regime nazionalsocialista. Ciò è commemorato su una targa posta nel luogo. L'Haus Schwarzenberg prende il nome attuale dal 1995, quando iniziò a essere gestito da una locale organizzazione non-profit.